# Ernst Büchner

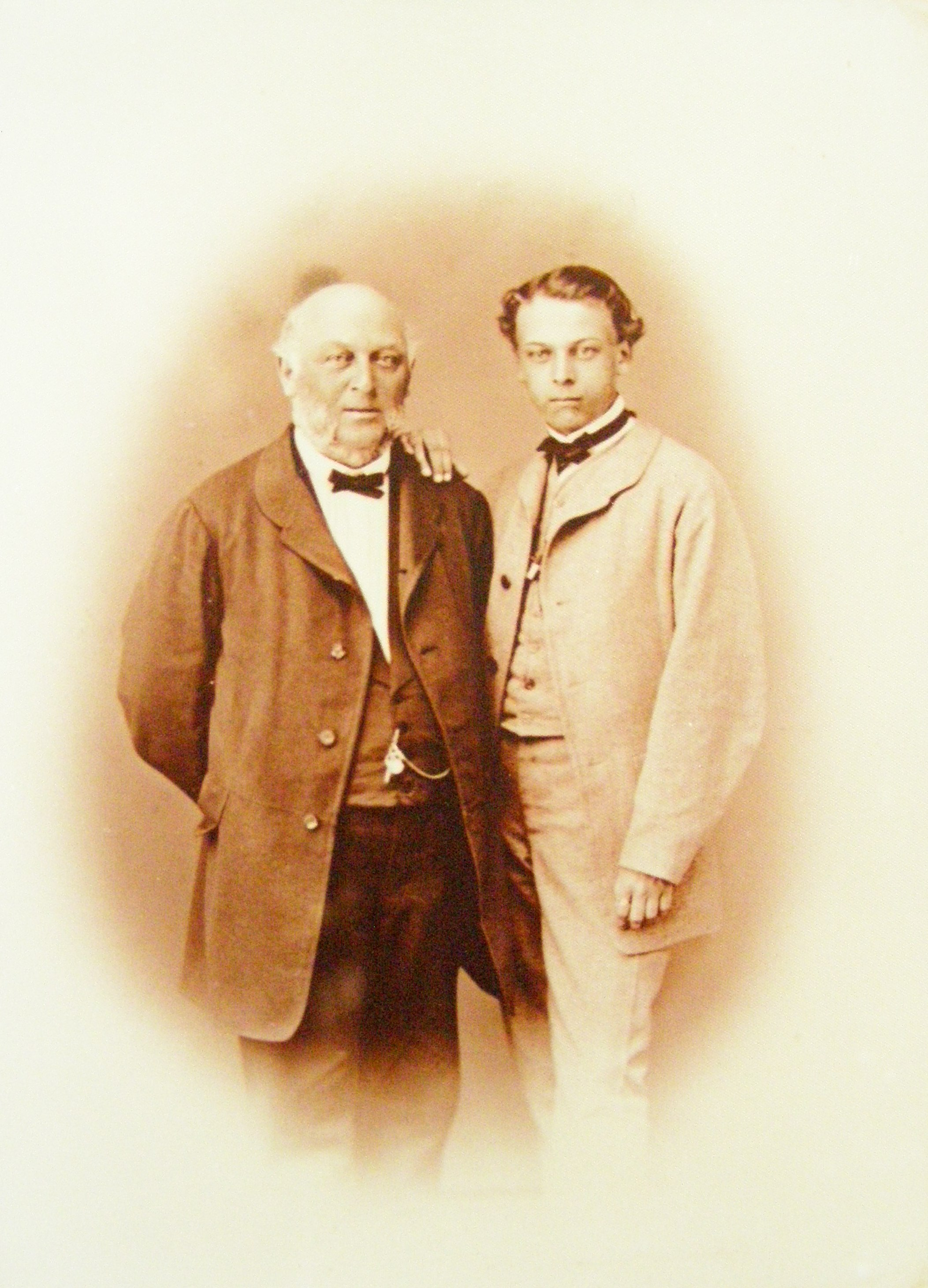
Foto uit circa 1865 van Ernst en zijn vader Wilhelm.

Ernst Büchner (Pfungstadt, 18 maart 1850 – Darmstadt, 25 april 1924) was een Duitse industriële chemicus. De büchnerfles en de büchnerfilter worden naar hem genoemd. Het patent voor zijn twee uitvindingen werden in 1888 gepubliceerd.

## Leven
Zijn vader was Wilhelm Büchner en was actief als apotheker, scheikundige, industrieel en politicus.